# Asian Five Nations 2011
L’Asian Five Nations 2011 (in inglese 2011 Asian Five Nations e, per esigenze di sponsorizzazione, 2011 HSBC Asian 5 Nations) fu la 4ª edizione dell'Asian Five Nations organizzato dall'ARFU, nonché in assoluto il 24º campionato asiatico di rugby a 15.
Nella storia del torneo, fu l'unica edizione che non valse come turno eliminatorio di qualificazione per la Coppa del Mondo di rugby; le tre precedenti edizioni, infatti, servirono da altrettanti turni di qualificazione asiatica alla Coppa del Mondo 2011, mentre le tre successive svolsero analoga funzione per la Coppa del Mondo 2015.
L'elemento nuovo della competizione fu la sostituzione del Golfo Persico — che l'anno precedente aveva cessato di esistere come selezione unificata delle Nazionali di tale area — con la neoistituita Nazionale degli Emirati Arabi Uniti.
A vincere il torneo per la quarta volta consecutiva in altrettante edizioni fu il Giappone, al suo diciannovesimo titolo assoluto di campione asiatico.
La neo promossa Sri Lanka, che aveva preso il posto della Corea del Sud retrocessa l'anno prima, si piazzò all'ultimo posto e tornò di nuovo in prima divisione, dalla quale invece risalì proprio la nazionale coreana dopo un anno d'assenza dal Top Five.
Dalla prima divisione fu la Malaysia a retrocedere in seconda.
Quest'ultima, che si disputò a Bangkok in Thailandia, fu vinta da Taipei cinese, mentre l'India scese in terza divisione.
Dal torneo di terza divisione, che si tenne a Giacarta in Indonesia, emerse per la categoria superiore la Cina mentre il Pakistan scese nell'ultima categoria, la quarta.
Dal fondo del torneo emerse il Qatar, vincitore della quarta divisione e promosso in terza per la stagione successiva.
Per tutti i tornei a girone all'italiana il sistema di punteggio fu una variante di quello adottato dalle squadre dell'Emisfero Sud, vale a dire 5 punti (invece di 4) per la vittoria, 3 punti (invece di 2) per il pareggio, 0 punti per la sconfitta; un eventuale punto di bonus sia per avere realizzato almeno quattro mete in un incontro e un ulteriore eventuale punto di bonus per la sconfitta con sette o meno punti di scarto.

## Squadre partecipanti
| Top 5               | Divisione 1   | Divisione 2   | Divisione 3 | Divisione 4 |
| ------------------- | ------------- | ------------- | ----------- | ----------- |
| Emirati Arabi Uniti | Corea del Sud | India         | Cina        | Giordania   |
| Giappone            | Filippine     | Iran          | Guam        | Libano      |
| Hong Kong           | Malaysia      | Taipei cinese | Indonesia   | Qatar       |
| Kazakistan          | Singapore     | Thailandia    | Pakistan    | Uzbekistan  |
| Sri Lanka           |               |               |             |             |

## Top 5
| Arbitro: | Tobi Lothian |

|                                     |      |                          |
| Swarnathilaka 45’ Hettiarachchi 65’ | mt   | 55’ Boatwright 63’ Smith |
| Hettiarachchi 42’                   | c.p. | 49’ Grady                |

| Alma Ata 23 aprile 2011, ore 16 UTC+6                                                                             | Kazakistan | 10 – 23 referto         | Hong Kong | Stadio dell'Università Nazionale |
| Šekurov 69’ mt 16’ McColl 28’ McKee Abdrazakov 69’ tr 16’, 28’ Robertson Lifontov 2’ c.p. 12’, 40’, 72’ Robertson |            |                         |           |                                  |
| |            |                         |           |                                  |
| Šekurov 69’ | mt         | 16’ McColl 28’ McKee    |           |                                  |
| Abdrazakov 69’ | tr         | 16’, 28’ Robertson      |           |                                  |
| Lifontov 2’ | c.p.       | 12’, 40’, 72’ Robertson |           |                                  |

| Abu Dhabi 29 aprile 2011, ore 19 UTC+4                                                      | Emirati Arabi Uniti | 24 – 10 referto         | Kazakistan | Zayad Sports City |
| Haddad 31’ Millar 73’ mt 27’ Konev 75’ Akymbekov Grady 73’ tr Grady 16’, 18’, 39’, 46’ c.p. |                     |                         |            |                   |
|                                                                                             |                     |                         |            |                   |
| Haddad 31’ Millar 73’                                                                       | mt                  | 27’ Konev 75’ Akymbekov |            |                   |
| Grady 73’                                                                                   | tr                  |                         |            |                   |
| Grady 16’, 18’, 39’, 46’                                                                    | c.p.                |                         |            |                   |

| Arbitro: | Harry Mason |

|                                  |      |                                                                    |
| McQueen 42’ Goosen 51’ Varty 64’ | mt   | 12’ Holani 19’ Webb 30’ Onozawa 39’, 41’, 47’ Tupuailai 55’ Leitch |
| Varty 51’, 64’                   | tr   | 12’, 19’, 39’, 48’, 55’ Nicholas                                   |
| Robertson 35’                    | c.p. |                                                                    |

| Arbitro: | Mohammad Yusof |

|                                                                                  |    |                                                  |
| Tanabe 3’ Taira 15’ Kizu 21’, 46’, 54’, 60’ Tupuailai 27’ Tachikawa 69’ Ives 78’ | mt |                                                  |
|                                                                                  | tr | 3’, 15’, 21’, 27’ Webb 54’, 60’, 69’, 78’ Tanabe |

| Colombo 7 maggio 2011, ore 15 UTC+5:30 | Sri Lanka | 3 – 48 referto                                                     | Hong Kong | CR & FC Grounds |
| mt 6’, 78’ Robertson 13’, 68’ Jones 34’ Varty 65’ Alexander 75’ Tauti tr 6’, 12’ Robertson 68’, 75’, 78’ McColl Kumara 17’ c.p. 41’ Robertson |           |                                                                    |           |                 |
| |           |                                                                    |           |                 |
| | mt        | 6’, 78’ Robertson 13’, 68’ Jones 34’ Varty 65’ Alexander 75’ Tauti |           |                 |
| | tr        | 6’, 12’ Robertson 68’, 75’, 78’ McColl                             |           |                 |
| Kumara 17’ | c.p.      | 41’ Robertson                                                      |           |                 |

| Arbitro: | Dewi Rowlands |

|  |    | |
|  | mt | 3’ Arlidge 6’ Aruga 8’, 16’, 54’ Nicholas 12’, 33’ Endo 17’, 58’, 65’, 79’ Usuzuki 23’ Ono 30’ Kikutani 43’ Holani 61’, 80’ Webb 63’ Ives |
|  | tr | 3’, 8’, 16’, 17’, 23’, 33’, 43’, 54’, 58’, 61’, 63’, 65’, 80’ Nicholas                                                                    |

| Alma Ata 14 maggio 2011, ore 16 UTC+6 | Kazakistan | 34 – 18 referto       | Sri Lanka | Stadio dell'Università Nazionale |
| Tkačenkyj 11’ Šekurov 18’ Mašurov 30’ Akymbekov 68’ Lenov 80’ mt 10’, 24’ Costa Lifontov 18’, 68’, 80’ tr 24’ Hettiarachchi Lifontov 70’ c.p. 9’, 62’ Hettiarachchi |            |                       |           |                                  |
| |            |                       |           |                                  |
| Tkačenkyj 11’ Šekurov 18’ Mašurov 30’ Akymbekov 68’ Lenov 80’ | mt         | 10’, 24’ Costa        |           |                                  |
| Lifontov 18’, 68’, 80’ | tr         | 24’ Hettiarachchi     |           |                                  |
| Lifontov 70’ | c.p.       | 9’, 62’ Hettiarachchi |           |                                  |

| Arbitro: | James Fitzgerald |

|                   |      | |
| Sushanta 8’       | mt   | 5’ Usuzuki 21’ Taufa 28’, 45’, 63’, 73’, 76’ Tupuailai 31’, 41’ Tanaka 35’, 51’ Kikutani 49’ Webb 65’ Tanabe 78’ Onozawa |
| Kumara 8’         | tr   | 21’, 31’, 35’ Webb 41’, 45’, 49’, 63’, 65’, 73’, 76’ Tanabe                                                              |
| Hettiarachchi 68’ | c.p. | |
| Weerarathne 43’   | drop | |

| Hong Kong 21 maggio 2011, ore 16 UTC+8 | Hong Kong | 62 – 3 referto | Emirati Arabi Uniti | Football Stadium |
| Harris 17’ Tauti 20’ Goosen 25’ Hobler 34’ Hewson 36’, 59’ Armour 51’, 67’ McQueen 74’ Hood 78’ mt Robertson 25’ McColl 36’, 51’, 59’, 67’, 78’ tr c.p. 11’ Grady |           |                |                     |                  |
| |           |                |                     |                  |
| Harris 17’ Tauti 20’ Goosen 25’ Hobler 34’ Hewson 36’, 59’ Armour 51’, 67’ McQueen 74’ Hood 78’                                                                   | mt        |                |                     |                  |
| Robertson 25’ McColl 36’, 51’, 59’, 67’, 78’ | tr        |                |                     |                  |
| | c.p.      | 11’ Grady      |                     |                  |

### Classifica
|  | Squadra             | G | V | N | P | P+  | P-  | diff. | B | PT |
|  | ------------------- | - | - | - | - | --- | --- | ----- | - | -- |
|  | Giappone            | 4 | 4 | 0 | 0 | 307 | 35  | +272  | 4 | 24 |
|  | Hong Kong           | 4 | 3 | 0 | 1 | 155 | 62  | +93   | 2 | 17 |
|  | Emirati Arabi Uniti | 4 | 1 | 1 | 2 | 41  | 196 | -155  | 0 | 8  |
|  | Kazakistan          | 4 | 1 | 0 | 3 | 54  | 126 | -72   | 1 | 6  |
|  | Sri Lanka           | 4 | 0 | 1 | 3 | 47  | 185 | -138  | 0 | 3  |

## 1ª divisione
|  | Semifinali    | Semifinali    | Semifinali    |               |           | Finale          | Finale          | Finale          |  |
|  |               |               |               |               |           |                 |                 |                 |  |
|  | Singapore     | Singapore     | 52            |               |           |                 |                 |                 |  |
|  | Singapore     | Singapore     | 52            |               |           |                 |                 |                 |  |
|  | Malaysia      | Malaysia      | 17            |               |           |                 |                 |                 |  |
|  | Malaysia      | Malaysia      | 17            |               | Singapore | Singapore       | 19              |                 |  |
|  |               |               |               |               | Singapore | Singapore       | 19              |                 |  |
|  |               |               | Corea del Sud | Corea del Sud | 58        |                 |                 |                 |  |
|  | Corea del Sud | Corea del Sud | Corea del Sud | Corea del Sud | 58        | 34              |                 |                 |  |
|  | Corea del Sud | Corea del Sud |               |               |           | 34              |                 |                 |  |
|  | Filippine     | Filippine     | 20            |               |           | Finale 3º posto | Finale 3º posto | Finale 3º posto |  |
|  | Filippine     | Filippine     | 20            |               |           |                 |                 |                 |  |
|  |               |               |               |               |           |                 |                 |                 |  |
|  |               |               |               |               |           | Malaysia        | Malaysia        | 20              |  |
|  |               |               |               |               |           | Malaysia        | Malaysia        | 20              |  |
|  |               |               |               |               |           | Filippine       | Filippine       | 86              |  |

## 2ª divisione
|  | Semifinali    | Semifinali    | Semifinali |            |               | Finale          | Finale          | Finale          |  |
|  |               |               |            |            |               |                 |                 |                 |  |
|  | Taipei cinese | Taipei cinese | 34         |            |               |                 |                 |                 |  |
|  | Taipei cinese | Taipei cinese | 34         |            |               |                 |                 |                 |  |
|  | Iran          | Iran          | 31         |            |               |                 |                 |                 |  |
|  | Iran          | Iran          | 31         |            | Taipei cinese | Taipei cinese   | 22              |                 |  |
|  |               |               |            |            | Taipei cinese | Taipei cinese   | 22              |                 |  |
|  |               |               | Thailandia | Thailandia | 10            |                 |                 |                 |  |
|  | Thailandia    | Thailandia    | Thailandia | Thailandia | 10            | 37              |                 |                 |  |
|  | Thailandia    | Thailandia    |            |            |               | 37              |                 |                 |  |
|  | India         | India         | 24         |            |               | Finale 3º posto | Finale 3º posto | Finale 3º posto |  |
|  | India         | India         | 24         |            |               |                 |                 |                 |  |
|  |               |               |            |            |               |                 |                 |                 |  |
|  |               |               |            |            |               | Iran            | Iran            | 30              |  |
|  |               |               |            |            |               | Iran            | Iran            | 30              |  |
|  |               |               |            |            |               | India           | India           | 19              |  |

## 3ª divisione
|  | Semifinali | Semifinali | Semifinali |      |      | Finale          | Finale          | Finale          |  |
|  |            |            |            |      |      |                 |                 |                 |  |
|  | Guam       | Guam       | 37         |      |      |                 |                 |                 |  |
|  | Guam       | Guam       | 37         |      |      |                 |                 |                 |  |
|  | Pakistan   | Pakistan   | 10         |      |      |                 |                 |                 |  |
|  | Pakistan   | Pakistan   | 10         |      | Guam | Guam            | 18              |                 |  |
|  |            |            |            |      | Guam | Guam            | 18              |                 |  |
|  |            |            | Cina       | Cina | 28   |                 |                 |                 |  |
|  | Cina       | Cina       | Cina       | Cina | 28   | 32              |                 |                 |  |
|  | Cina       | Cina       |            |      |      | 32              |                 |                 |  |
|  | Indonesia  | Indonesia  | 23         |      |      | Finale 3º posto | Finale 3º posto | Finale 3º posto |  |
|  | Indonesia  | Indonesia  | 23         |      |      |                 |                 |                 |  |
|  |            |            |            |      |      |                 |                 |                 |  |
|  |            |            |            |      |      | Pakistan        | Pakistan        | 19              |  |
|  |            |            |            |      |      | Pakistan        | Pakistan        | 19              |  |
|  |            |            |            |      |      | Indonesia       | Indonesia       | 20              |  |

## 4ª divisione
|  | Semifinali | Semifinali | Semifinali |       |        | Finale          | Finale          | Finale          |  |
|  |            |            |            |       |        |                 |                 |                 |  |
|  | Libano     | Libano     | 34         |       |        |                 |                 |                 |  |
|  | Libano     | Libano     | 34         |       |        |                 |                 |                 |  |
|  | Uzbekistan | Uzbekistan | 15         |       |        |                 |                 |                 |  |
|  | Uzbekistan | Uzbekistan | 15         |       | Libano | Libano          | 14              |                 |  |
|  |            |            |            |       | Libano | Libano          | 14              |                 |  |
|  |            |            | Qatar      | Qatar | 29     |                 |                 |                 |  |
|  | Qatar      | Qatar      | Qatar      | Qatar | 29     | 26              |                 |                 |  |
|  | Qatar      | Qatar      |            |       |        | 26              |                 |                 |  |
|  | Giordania  | Giordania  | 8          |       |        | Finale 3º posto | Finale 3º posto | Finale 3º posto |  |
|  | Giordania  | Giordania  | 8          |       |        |                 |                 |                 |  |
|  |            |            |            |       |        |                 |                 |                 |  |
|  |            |            |            |       |        | Uzbekistan      | Uzbekistan      | 14              |  |
|  |            |            |            |       |        | Uzbekistan      | Uzbekistan      | 14              |  |
|  |            |            |            |       |        | Giordania       | Giordania       | 17              |  |